# Associação Portuguesa dos Amigos dos Caminhos de Ferro
A Associação Portuguesa dos Amigos dos Caminhos de Ferro, mais conhecida como APAC, é uma associação sem fins lucrativos portuguesa, que tem por fim estudar, promover e defender o transporte ferroviário em Portugal.

## História e caracterização

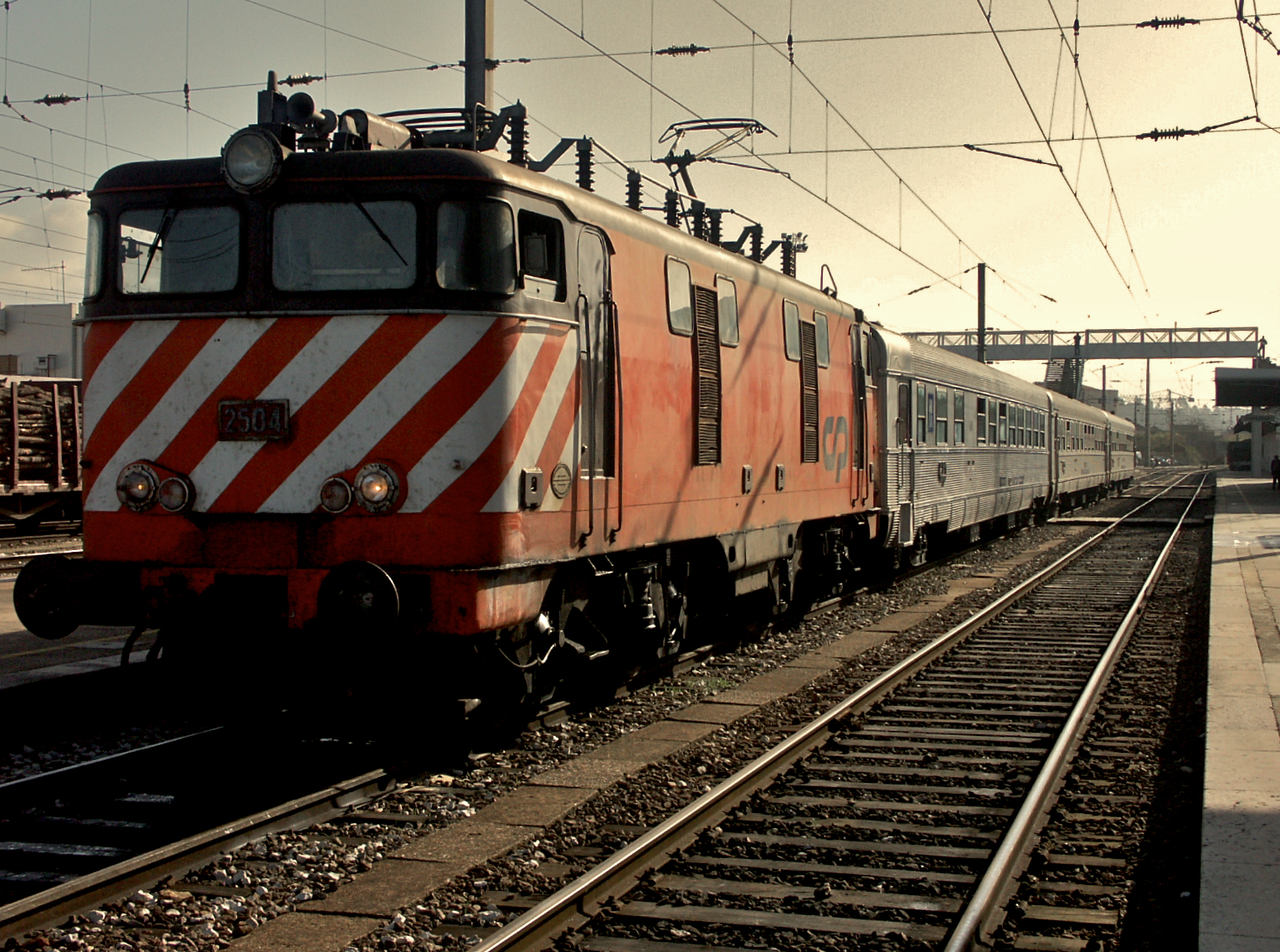
Comboio especial, organizado pela APAC em finais de 2007 para comemorar os 125 anos da Linha da Beira Alta, e os 50 anos de serviço comercial das locomotivas da Série 2500.

Fundada em 1977, iniciou as suas atividades em 1980, com a realização de uma exposição. Entrou depois num processo de expansão, contando, em 2010, com 1300 membros em Portugal e no estrangeiro. Em 1984, foi criado o Núcleo Regional Norte (NRN), que foi instalado na Estação Ferroviária de Porto-São Bento. Entre as atividades desta organização, conta-se a realização de várias viagens temáticas, como as realizadas entre Évora e Beja, em maio de 1993. Em Janeiro de 2016 foi inaugurada a nova sede do NRN situada na Estação Ferroviária de Porto - Campanhã.Nessa altura foi também disponibilizado o novo sítio da associação, totalmente redesenhado, que inclui agora uma área reservada a sócios e uma loja online.